# Брусув
Брусув (пол. Brusów) — село в Польщі, у гміні Рики Рицького повіту Люблінського воєводства.
Населення — 313 осіб (2011).

## Демографія
Демографічна структура станом на 31 березня 2011 року:
|          | Загалом | Допрацездатний вік | Працездатний вік | Постпрацездатний вік |
| -------- | ------- | ------------------ | ---------------- | -------------------- |
| Чоловіки | 152     | 35                 | 100              | 17                   |
| Жінки    | 161     | 40                 | 84               | 37                   |
| Разом    | 313     | 75                 | 184              | 54                   |